# Trato respiratório superior

Tratos respiratórios.

O trato respiratório superior ou vias aéreas superiores refere-se principalmente às estruturas que compõe o sistema respiratório que estão fora do tórax ou acima do ângulo esternal. Outra definição usado pela medicina é a de vias aéreas acima da glote ou cordas vocais. Alguns especificando que a glote (cordas vocais) é a linha que define entre a parte superior e o trato respiratório inferior; ou mesmo a linha da cartilagem cricóide.

## Componentes
O trato respiratório é composto pelas seguintes estruturas:
- cavidade nasal (seios nasais)
- cavidade oral
- laringe
- faringe
  - nasofaringe
  - orofaringe
  - laringofaringe

Esses componentes têm a função de de filtrar, aquecer e umidificar o ar, protegendo a superfícies do trato respiratório inferior.